# Тенгер
Те́нгер (индон. Tengger) — вулканический массив в восточной части острова Ява (Индонезия).
Массив имеет форму щита. Максимальная высота достигает 2581 м. Тенгер образовался при излиянии базальтовых лав по разлому в земной коре. Массив осложнён кальдерой, над которой возвышается шлаковый конус вулкана Бромо (2392 м) с кратером диаметром 800 м на вершине. Массив активен, извергает базальты и андезиты. На склонах произрастают густые тропические леса. В пределах массива расположены заповедники Лаут-Пасир-Тенгер и Рану-Кумболо, сам массив является частью национального парка Бромо-Тенгер-Семеру.